# Syngnathus pelagicus
Espèce
Statut de conservation UICN

LC : Préoccupation mineure
Syngnathus pelagicus est une espèce de poissons osseux de la famille des Syngnathidae. Il est parfois appelé syngnathe pélagique, syngnathe des sargasses ou encore poisson fil.

## Description
C’est un poisson très spécial, proche des hippocampes. Il est long et mince avec un corps granuleux et ou finement denté dont la crête se termine sous la nageoire dorsale. La moitié supérieure du corps est de couleur beige pâle et celle inférieure de couleur blanchâtre. Ses nageoires sont peu visibles sauf pour un œil attentif. Pouvant atteindre une vingtaine de cm de long, S. pelagicus se retrouve souvent au milieu des sargasses ou autres algues flottantes. Il est ovovivipare, et le mâle porte les œufs dans une poche située sous la queue.

## Distribution et habitat
Présent en Atlantique ouest dans le Golfe du Mexique et au niveau des petites Antilles, il est aussi représenté entre la Mauritanie et le Gabon (où il est plus rare), ou encore dans l’ouest du Pacifique. On le retrouve principalement en mer même s'il est observable en lagune et estuaire.